# テルアビブ・ヒート
テルアビブ・ヒート（Tel Aviv Heat）は、イスラエル・テルアビブに本拠地を置くラグビーユニオンクラブである。ラグビー・ヨーロッパ・スーパーカップに所属していた。

## 歴史
2021年創設。イスラエル初のプロラグビーチーム。
2022年シーズンのラグビー・ヨーロッパ・スーパーカップでは決勝に進出するもブラックライオンに敗れて準優勝。
2024年シーズンのラグビー・ヨーロッパ・スーパーカップは様々な理由で不参加となった。

## 歴代所属選手
- レナルド・ボスマ(ナミビア代表)
- プリンス・ガオセブ(ナミビア代表)
- ガースウィン・ムートン(ナミビア代表)
- マックス・カチエコ(ナミビア代表)
- ジェサ・ヴェレマルーア(7人制フィジー代表)